# Pternopetalum longicaule
Pternopetalum longicaule är en flockblommig växtart som beskrevs av R.H.Shan. Pternopetalum longicaule ingår i släktet Pternopetalum och familjen flockblommiga växter.

## Underarter
Arten delas in i följande underarter:
- P. l. humile
- P. l. longicaule